# WTA Aix-en-Provence Open 1988
WTA Aix-en-Provence Open 1988 — жіночий тенісний турнір, що проходив на відкритих кортах з ґрунтовим покриттям у Екс-ан-Прованс (Франція). Належав до турнірів 2-ї категорії в рамках Туру WTA 1988. Відбувся лише раз і тривав з 18 до 24 липня 1988 року. Юдіт Візнер здобула титул в одиночному розряді.

## Фінальна частина

### Одиночний розряд
Юдіт Візнер —  Сільвія Ганіка 6–1, 6–2
- Для Візнер це був 1-й титул за рік і 2-й - за кар'єру.

### Парний розряд
Наталі Ерреман /  Катрін Танв'є —  Сандра Чеккіні /  Аранча Санчес 6–4, 7–5
- Для Ерреман це був єдиний титул за сезон і 3-й — за кар'єру. Для Танв'є це був 2-й титул за сезон і 6-й — за кар'єру.